# Mic Mac Jampudding
Mic Mac Jampudding is een personage uit de Vlaamse stripreeks Jommeke. Hij staat ook bekend als de Rosse Snor. Hij maakte zijn debuut in het dertiende album van de reeks, Het Jampuddingspook, in 1963.

## Omschrijving
Mic Mac Jampudding, of kortweg Jampudding, is een kasteeleigenaar uit Schotland die tijdens een avontuur met Jommeke bevriend raakt. Hij is slank en steevast in traditionele Schotse klederdracht. Hij draagt een Tam o' Shanter als hoofddeksel en een kilt, beide in de kleuren van zijn clan: blauwe en rode ruiten, van elkaar gescheiden door gele strepen. Dit geldt ook voor zijn kousen. Verder draagt hij ook de typische sporran, de buiktas.
Zijn bekendste kenmerk is zijn weelderige rosse snor, die vaak met een schuurborstel wordt vergeleken. Het is een kenmerk van alle Jampuddingmannen. Vooral Flip noemt hem daarom steevast de rosse snor tot grote ergernis van Jampudding. Verder heeft hij een kleine haviksneus en is hij kaal. 
Jampudding is een stereotiep personage. Hij is de typische Schot die gierig is en van whisky houdt. Hij woont in zijn kasteel aan het Zwarte Duivelsmeer in de Schotse Hooglanden. Hij woont er samen met zijn huishoudster, Arabella Pott. Zij werkt al jaren zo goed als gratis voor hem. Zij dient hem onvoorwaardelijk, hoewel ze in sommige albums weleens uiteen gaan. Ze blijven echter aan elkaar verbonden en keren steeds terug naar het kasteel. Verder heeft Jampudding nog een ezel, Joachim, die het liefst achteruit loopt.

## Geslacht der Jampuddings
Mic Mac Jampudding is de laatste telg van zijn geslacht. In de oudste albums draagt hij de titel sir, wat op een adellijk geslacht duidt. Zijn kasteel is al eeuwen oud. Het geeft verschillende geheime gangen uit de tijd van de invallen van de Noormannen die uit de 9de tot 11de eeuw dateren. Ondanks zijn kasteel blijkt in verschillende albums dat Jampudding eerder arm is, hoewel dat vaak met gierigheid verward wordt. Jampudding verwierf in de reeks al eens een schat die zijn voorouders in het kasteel verborgen hadden. 
In een van de albums, De verloren zoon, ontdekt hij dat een van zijn verre voorouders die 500 jaar geleden in Schotland vertrok, nog leeft en op een eiland in de Grote Oceaan een nieuw geslacht Jampuddings heeft gesticht. De mannen van dit geslacht hebben een zwarte huid, maar rosse snor. 
In de stripreeks worden drie voorvaderen bij naam genoemd. In Het Jampuddingspook wordt vermeld dat het Jampuddingspook de geest van de overgrootvader van Mic Mac Jampudding is, Cherry Mac Jampudding. In De ring van Mac Rum wordt Tutty Mac Jampudding genoemd als grootvader en even later als overgrootvader van Mic Mac Jampudding. Tutty wordt later in hetzelfde verhaal als Tuttie geschreven. Roddy Mac Jampudding wordt genoemd als over-over-over-overgrootvader, officieel oudgrootvader.
|  |                                      |  |  |  |  |  |  |  |  |  |  |  |  |  |  |  |
|  | "kleinzoon van Roddy Mac Jampudding" |  |  |  |  |  |  |  |  |  |  |  |  |  |  |  |
|  |                                      |  |  |  |  |  |  |  |  |  |  |  |  |  |  |  |
|  |                                      |  |  |  |  |  |  |  |  |  |  |  |  |  |  |  |
|  | Cherry Mac Jampudding                |  |  |  |  |  |  |  |  |  |  |  |  |  |  |  |
|  |                                      |  |  |  |  |  |  |  |  |  |  |  |  |  |  |  |
|  |                                      |  |  |  |  |  |  |  |  |  |  |  |  |  |  |  |
|  | Tutty Mac Jampudding                 |  |  |  |  |  |  |  |  |  |  |  |  |  |  |  |
|  |                                      |  |  |  |  |  |  |  |  |  |  |  |  |  |  |  |
|  |                                      |  |  |  |  |  |  |  |  |  |  |  |  |  |  |  |
|  | "vader van Mic Mac Jampudding"       |  |  |  |  |  |  |  |  |  |  |  |  |  |  |  |
|  |                                      |  |  |  |  |  |  |  |  |  |  |  |  |  |  |  |
|  |                                      |  |  |  |  |  |  |  |  |  |  |  |  |  |  |  |
|  | Mic Mac Jampudding                   |  |  |  |  |  |  |  |  |  |  |  |  |  |  |  |
|  |                                      |  |  |  |  |  |  |  |  |  |  |  |  |  |  |  |
|  |                                      |  |  |  |  |  |  |  |  |  |  |  |  |  |  |  |

## Albums
Mic Mac Jampudding komt voor in volgende albums : Het Jampuddingspook, De verloren zoon, De zeven snuifdozen, De vliegende ton, Prinses Pott, ...

## Varia
In de Zweedse vertalingen van de reeks heet hij Mister MacPudding.